# Helene Weber
Helene Weber, född 17 mars 1881, död 25 juli 1962, var en tysk politiker (Centrumpartiet, senare CDU).
Weber var ledamot i den tyska riksdagen 1924–1933 och deltog i skrivandet av Weimarrepublikens konstitution 1919. Hon var även en av de fyra kvinnor som såg till att könens lika rättigheter togs med vid skrivandet av Förbundsrepubliken Tysklands grundlag 1949, något som gett henne och de övriga tre, Elisabeth Selbert, Friederike Nadig och Helene Wessel, namnet Grundlagens Mödrar.
Hon var utbildad lärare och aktiv inom katolska kvinnoförbund och välgörenhetsorganisationer: 1920 blev hon konsult i Preussens socialvårdsministerium. Hon var ledamot i Preussens parlament 1921–1924 och i den tyska riksdagen 1924–1933. Hon tillhörde en minoritet då hon under 1933 gemensamt med Heinrich Brüning motsatte sig Hitlers fullmaktslag, som ledde till det nazistiska maktövertagandet. Hon förlorade sin riksdagsplats och arbetade sedan i olika religiösa välgörenhetsorganisationer. 1948 deltog hon i skrivandet av den nya tyska författningen, och från 1949 satt hon åter i riksdagen.